# Diméthylaminoéthanol
Le diméthylaminoéthanol, déanol (DMAE), chimiquement le 2-(diméthylamino)éthanol, est une substance naturelle apparentée à la choline, de formule brute (CH3)2NCH2CH2OH. Le DMAE facilite la synthèse du neurotransmetteur acétylcholine dans le cerveau et stimulerait également la synthèse de phosphatidylcholine.
On en trouve dans les poissons. Il a des effets nootropiques, et, à l'inverse de la choline elle-même, traverse la barrière hémato-encéphalique immédiatement. On suppose que le DMAE est méthylé en choline dans le cerveau. Le DMAE est transformé en choline par le foie mais la molécule de choline est trop grosse pour passer facilement la barrière sang-cerveau.

## Utilisations

### Cosmétique
On utilise le DMAE dans l'industrie cosmétique car il a un léger effet raffermissant et tenseur sur la peau dont l'origine n'est pas bien connue. Cet effet pourrait être dû à une stabilisation des membranes, à une augmentation d'acétylcholine, à une réduction des dépôts de lipofuscine ou à aucune de ces raisons. Le DMAE ne peut effacer le flétrissement facial mais peut réduire sa progression. Il semble que les effets soient plus marquants avec un usage sur le long terme.
Selon la revue scientifique British Journal of Dermatology, François Marceau, professeur à la faculté de médecine de l'Université Laval a constaté que le contact entre le DMAE et les cellules cutanées appelées fibroblastes fait gonfler rapidement les cellules. Avec le gonflement de la peau, rides et ridules s'estompent le temps que dure l'action de DMAE.
Dans leurs tests in vitro, les chercheurs ont constaté que le gonflement cause « un ralentissement important de la division cellulaire » et la « mort d'un pourcentage significatif de fibroblastes ». Vingt-quatre heures après une application s'apparentant à une application normale de crème antirides, le taux de mortalité a atteint le quart des cellules étudiées.